# Dmitri Sadov
Dmitri Alekseyevich Sadov (tiếng Nga: Дмитрий Алексеевич Садов; sinh ngày 21 tháng 3 năm 1997) là một cầu thủ bóng đá người Nga thi đấu cho FC Fakel Voronezh.

## Sự nghiệp câu lạc bộ
Anh có màn ra mắt tại Giải bóng đá chuyên nghiệp quốc gia Nga cho FC Solyaris Moskva vào ngày 20 tháng 7 năm 2016 trong trận đấu với FSK Dolgoprudny.